# 那須俊平
那須 俊平（なす しゅんぺい、文化4年1月2日（1807年2月8日） - 元治元年7月19日（1864年8月20日））は、江戸・幕末時代の志士。名を重任（しげとう）。檮山源八郎の変名でも知られる。土佐藩高岡郡・檮原村の郷士坂本家に生まれ、当主・坂本重隆の長男。娘・那須為代は、浜田改め那須信吾の妻。

## 幼少期
幼い頃から利発であったと伝えられている。元々学問が好きであったが、7歳のときに転機が訪れ、郷士那須家当主・那須忠篤の養子となった。この頃から武芸を好むようになり、三木広作に剣術を学び、更には山田喜馬太のもとで槍術に目覚めるなどし、進んで師に就いて腕を磨いた。程なくして、その武芸達者ぶりは高知城下に知れ渡ったという。

## 土佐随一の槍
生涯を通じて槍術に長けていた俊平は、自らの屋敷の邸内に那須道場を開き多くの人材を育成。「土佐一の槍の名手」と謳われた。嘉永6年頃には、これらの武功により藩より俸禄を賜っている。道場では後年、ともに活躍することになる土佐藩六志士の中の一人中平定確、同じく前田繁馬、そして養子となる那須信吾、野老山吾吉郎などを輩出する。また、藩内において敵う者なしと言わしめた槍術の大家・坂本直足を凌いでいたとも言われ、その親交から直足の子・直陰（坂本龍馬）に学問などを講じたとも言われる。

## 養子縁組
武芸で藩内に注目される一方で、自身は男児に恵まれず、ついに養子をとることを決意する。こうして安政2年（1855年）には、佐川郷において、やはり剣術で立身し藩内指折りの剣客であった浜田重民を娘婿に縁組させる。浜田姓から那須姓に改めた重民は、以後那須信吾を称した。元来、腕がたつ信吾は、俊平の道場で代って師範を務めるようになり、多くの若者たちに慕われたという。とくに、若き日の坂本龍馬とは深い親交があった。後年、武市瑞山が土佐勤王党を結成した折も、信吾はこれに龍馬とともに加わっている。

## 壮絶な最期
坂本龍馬が武市らと袂を分ち、沢村惣之丞らを従え脱藩を決意すると、俊平は信吾とともにこれを助け、文久2年（1862年）3月25日、いったん龍馬と沢村を屋敷に逗留させ、翌日、信吾と共に韮ヶ峠まで彼らを警護したという。韮ヶ峠から先は俊平をそのまま龍馬に従わせ、伊予大洲領の宿間村まで随行させている。だが、翌月の吉田東洋暗殺事件が起こると、信吾がこれに加担し、その後、脱藩したことを知るや、俊平は信吾に対し初めて非難する向きの言葉を述べている。だが記録によれば下人を使い、自身の槍術皆伝書を信吾に渡した、とも伝えられており、脱藩後もなお、信吾との交流は続いていたとされる。
元治元年（1864年）6月5日、天誅組を指揮する吉村虎太郎とともに大和で挙兵した信吾が戦死すると、これを悲しんだが、そのいとも間もなく吉田東洋暗殺に那須邸が関わっていることが知られたことで、師への藩の追及を恐れた配下たちはいち早く俊平を脱藩させる。翌月、坂本龍馬に従って土佐を脱藩していた松山深蔵が、禁門の変の勃発を見て組織した浪士結社部隊・忠勇隊の傘下に入り京へ進軍した俊平は、池内蔵太らとともに薩摩藩を都より放逐する為に兵を挙げる。同月19日、ついに京へ流れ込み薩摩、会津藩らと凄まじい攻防戦を演じたが、鷹司邸後門での戦闘で討死した。溝に足を取られ戦闘不能に陥ったところを越前藩兵に襲われ首を討たれたと伝えられている。首塚が京都市北区上善寺にある。
明治31年（1898年）、正五位を追贈された。
現在、檮原町において、彼を偲んで邸宅跡に銅像が建っているほか、同町の維新の門でも養子・那須信吾とともに立つ像を見ることができる。